# Доквра, Генри, 1-й барон Доквра из Калмора
Генри Доквра, 1-й барон Доквра из Калмора (англ. Henry Docwra, 1st Baron Docwra of Culmore; 1564 — 18 апреля 1631) — известный английский военный и государственный деятель в Ирландии начала XVII века. Его часто называют «основателем Дерри», из-за его роли в создании города.

## Исторический фон
Родился в замке Чемберхаус, Крукхэм, близ Тэтчема, графство Беркшир, в семье мелкого дворянина родом из Йоркшира. Он был единственным сыном Эдмунда Доквра и его жены Дороти Голдинг, дочери Джона Голдинга из Холстеда, Эссекс, и сестры известного переводчика Артура Голдинга. Его отец был видным местным политиком, который заседал в Палате общин в качестве депутата парламента от Эйлсбери в 1571 году. Позже из-за финансовых трудностей он был вынужден продать Чемберхаус. Денежные затруднения семьи могут быть причиной того, что его сын выбрал военную карьеру . По-видимому, у Генри Доквры не было влиятельных родственников, и это представляло значительные трудности для его на протяжении всей его карьеры, в эпоху, когда семейные связи имели большое значение.

## Военная карьера
Прослужив несколько лет в качестве профессионального солдата в Нидерландах и Франции, Генри Доквра, которому было всего двадцать с небольшим лет, был послан английской короной в Ирландию примерно в 1584 году. Он был назначен констеблем замка Дангарван и служил под началом сэра Ричарда Бингэма, губернатора Коннахта, в 1586 году. Бингем осадил замок Эннис близ Баллинроба и использовал его как базу, чтобы попытаться усмирить графство Майо. Он не смог подчинить себе клан Берков, доминирующую политическую силу в графстве Майо, и кампания закончилась безрезультатно.

### Служба Эссексу и Виру
Генри Доквра покинул Ирландию около 1590 года. Подобно другим честолюбивым молодым придворным того времени, он поступил на службу к Роберту Деверё, графу Эссексу, королевскому фавориту, и сражался рядом с ним в войне против Испании. Он принимал участие в осаде Руана в 1591—1596 годах и во взятии Кадиса в 1596 году, где граф Эссекс лично посвятил его в рыцари за неуказанные «доблестные деяния». В следующем году он прошел военную службу под командованием сэра Фрэнсиса Вира в кампании Мориса Нассауского в Брабанте и провел большую часть конца 1590-х годов в Нидерландах, где отличился в битве при Тюрнхауте. Он не участвовал в злополучной экспедиции графа Эссекса на Азорские острова в 1597 году.

### Возвращение в Ирландию
В 1599 году, к своему «невыразимому удовлетворению», Генри Доквра был отправлен обратно в Ирландию, чтобы служить с графом Эссексом во время Девятилетней войны, действуя в качестве его главного советника по ирландским военным делам. Во время неудачных попыток Эссекса умиротворить Ирландию Доквра был занят, главным образом, попытками подчинить клан О’Бирнов в графстве Уиклоу . Он не принимал участия в спорных переговорах Эссекса с Хью О’Нилом, графом Тирона, который был главным ирландским лидером во время Девятилетней войны. В результате этих переговоров был выработан ряд условий, которые вызвали недовольство врагов Эссекса при королевском дворе которые считали что это полная английская капитуляция перед ирландцами. В ответ королева резко заявила графу Эссексу, что если бы она хотела совсем оставить Ирландию, то вряд ли стала бы посылать его туда. Генри Доквра вернулся в Англию вместе с графом Эссексом осенью 1599 года. В 1600 году он был отправлен обратно в Ирландию в качестве командующего армией из 4000 человек и захватил разрушенное место Дерри в мае 1600 года. Бои продолжались до 1603 года.
Прекращение войны быстро привело к позору графа Эссекса, а это, в свою очередь, вызвало его восстание против королевы Елизаветы I, которое закончилось его казнью как предателя в феврале 1601 года. Генри Доквра, который благоразумно оставался в Ирландии на протяжении всего кризиса, не был заподозрен в каком-либо участии в заговоре Эссекса, и он быстро завоевал доверие преемника Эссекса на посту лорда-наместника Ирландии Чарльза Блаунта, барона Маунтжоя, хотя позднее они поссорились из-за политики Доквры в Ольстере. Его биограф замечает, что если он обычно не был высоко оценен как политик, то у Доквры, по крайней мере, был истинный политический инстинкт выживания.

## Завоевание Ольстера
В апреле 1600 года Генри Доквра получил армию в 4200 человек для покорения Ольстера. Он высадился в Каррикфергусе и направился в Калмор, где укрепил там разрушенный замок и Флог, близ Инишоуэна, графство Донегол. Перейдя к тому, что теперь называется Дерри, он укрепил холм и проложил первые улицы нового города. Далее вверх по реке Фойл он укрепил Данналонг, позицию, разделяющую графства Донегол и Тирон, в июле 1600 года. Он построил в голландском стиле звездообразный бастионы форта, каждый с крепким земляным валом, окруженный рвом, в трех местах Калмор, Дерри и Данналонг. Он также участвовал в нескольких стычках с ирландцами, завоевав их восхищение своей храбростью и хитростью, и был тяжело ранен Черным Хью О’Доннеллом, двоюродным братом Рыжего Хью О’Доннелла, вождя клана О’Доннел.
На протяжении всей своей карьеры в Ольстере Генри Доквра проявил незаурядное мастерство в разжигании разногласий в ведущих ирландских кланах и заручился поддержкой нескольких выдающихся ирландских вождей, в том числе членов доминирующих кланов О’Нил и О’Доннелл. Самым выдающимся дипломатическим переворотом он добился для короны, по крайней мере на время, лояльности Нила Гарва О’Доннела, кузена и шурина Рыжего Хью. Его враги часто обвиняли Генри Доквру в том, что он доверчиво верил в обещания верности, данные гэльскими вождями, и разногласия по поводу этой политики впоследствии привели к ссоре между Докврой и Маунтжоем. На самом деле Генри Доквра, который был здравомыслящим человеком, не ожидал, что кто-либо из вождей останется верным ему, «если испанцы приблизятся к этим берегам», или если англичане потерпят какое-либо решающее военное поражение от ирландцев. Его позиция сводилась лишь к тому, что поддержка таких людей, как Найл Гарв, была политическим активом, который англичане должны были использовать в полной мере.
Зима 1600/1601 года была потрачена на дальнейшие военные экспедиции и переговоры с ирландцами. В 1602 году Генри Доквра захватил замок Дангивен у Доннелла Баллаха О’Кахана, главного вассала Хью О’Нила. Это дало ему контроль над большей частью территории нынешнего графства Лондондерри и заставило О’Кахана перейти на другую сторону, лишив О’Нила значительной части его оставшихся сил. Он объединил свои силы с лордом Маунтжоем, чтобы окончательно сокрушить Хью О’Нила, который подчинился Маунтжою в Меллифонте в марте 1603 года. Военная кампания, как говорят, была исключительно жестокой, в результате чего погибли тысячи мирных жителей Ирландии.
После смерти королевы Елизаветы I Тюдор именно решительные действия Генри Доквры предотвратили восстание на севере Ирландии его главного ирландского союзника Нила Гарва О’Доннела, который был взбешен тем, что его не сделали графом Тирконнеллом, титул которого вместо этого был присвоен его кузену Рори О’Доннелу. В краткосрочной перспективе Нила убедили поверить в обещание дальнейших наград от короны. Ясно, что на его преданность нельзя было долго полагаться, но ведь Доквра никогда не верил в постоянную преданность гэльских вождей.

## Основатель Дерри
Репутация Генри Доквры как «основателя Дерри» основана на его ранних попытках развить Дерри как город, хотя в краткосрочной перспективе его усилия ни к чему не привели, так как он был сожжен дотла в 1608 году.
Доквра надеялся, что его заслуги перед английской короной в Девятилетней войне принесут богатые награды, и, похоже, он твердо вознамерился стать лордом-президентом Ольстера; но он никогда не пользовался популярностью, даже среди своих солдат. Кроме того, ему не хватало влиятельных друзей при королевском дворе, где он считался чем-то вроде помехи. Говорили, что нет ничего, чего королева и ее совет боялись бы больше, чем очередного многословного письма от Доквры, гневно отвечающего на любую критику его поведения. В конце концов сэр Роберт Сесил решил не беспокоить королеву его письмами.
Ему пришлось довольствоваться назначением первым губернатором и проректором Дерри. Первая городская хартия давала ему право устраивать рынки и ярмарки. В его обязанности входило назначение шерифов, регистраторов и мировых судей, а также проведение окружного суда.
Генри Доквра начал уставать от жизни в Ирландии, хотя вернулся в Англию только в 1608 году. В 1606 году он был заменен сэром Джорджем Паулетом, чьи отношения с ирландскими лидерами Ольстера и особенно с правителем Инишоуэна сэром Кахиром О’Доэрти, чью лояльность Доквра стремился завоевать были гораздо менее дружественными.
Во время последующего восстания О’Доэрти в 1608 году приемный отец О’Доэрти Фелим Рейг Макдэвитт убил Джорджа Полетта в битве, а Дерри был взят и сожжен восставшими. Политика Генри Доквры, направленная на примирение ведущих гэльских аристократов Ольстера, была теперь полностью дискредитирована. Его обвинили в пренебрежении долгом и чрезмерной снисходительности к коренным ирландцам, и он удалился в Англию с временным позором. Вслед за бегством графов после восстания О’Доэрти английская корона больше не видела никаких преимуществ в примирении вождей Ольстера: ирландские союзники Генри Доквры были разорены, и многие из них, включая Доннелла О’Кахана, Нила Гарва О’Доннела и его сына Нихтейна, погибли в плену в Лондонском Тауэре.

## Поздняя карьера
Во время своей отставки в Англии Генри Доквра с горечью заявил королю Якову I Стюарту, что его несправедливо обвинили в некомпетентности и скудном вознаграждении за заслуги перед короной; в частности, он жаловался на то, что его не сделали лордом-президентом Ольстера. В 1614 году он опубликовал свой рассказ, который является одновременно описанием и оправданием его военных действий в Ирландии. Несмотря на очевидную эгоистичность, повествование является ценным источником информации для данного периода.
Его десятилетняя кампания по возвращению на государственную службу, предпочтительно в Ирландию, наконец принесла свои плоды. В 1616 году Генри Доквра был назначен военным казначеем Ирландии и вернулся туда жить. В 1621 году он был возведен в ранг пэра, получив скромный земельный надел в Ранеле, ныне пригороде, но затем в деревне на юге Дублина, и еще одно поместье в Доннибруке. Несмотря на свой титул, он был сравнительно беден, отчасти потому, что ему не дали должность вице-казначея Ирландии, которая раньше ассоциировалась с должностью военного казначея, так что доход Генри Доквры был вдвое меньше, чем он ожидал. После его смерти все коллеги хвалили его как «честного человека, который умер бедным». Будучи казначеем, он избежал соблазна, которому поддавались многие его современники, использовать свой пост для обогащения; в 1618 году Тайный Совет Англии поблагодарил его за заботу и усердие при исполнении своих обязанностей. Его единственным серьезным недостатком как казначея, по общему мнению, была его исключительная медлительность в составлении счетов.
В 1628 году Генри Доквра был одним из 15 пэров, которым было поручено судить Эдмонда Батлера, лорда Данбойна, за непредумышленное убийство после того, как Батлер убил своего кузена Джеймса Прендергаста в ссоре из-за права наследования ирландского феодального баронства. Генри Доквра был единственным, кто проголосовал «виновен», и Данбойн был должным образом оправдан 14 голосами против 1.
Генри Доквра умер 18 апреля 1631 года в Дублине, вскоре после ухода с государственной службы, и был похоронен в кафедральном соборе Крайст-черч в Дублине . Его коллеги-ирландские советники направили петицию своим английским коллегам, восхваляя его как «превосходного государственного служащего», который умер (относительно) бедным, и рекомендовали его вдову и оставшихся в живых детей на их попечение.

## Семья
Он женился на Энн Воган, дочери сэра Фрэнсиса Вогана из Саттон-апон-Дервента, и его жены Энн Бойнтон, дочери сэра Томаса Бойнтона . У них было два сына, Теодор и Генри. Теодор, старший сын, унаследовал баронство, но умер, не оставив потомства. О нем мало что известно, кроме того, что он был вынужден продать свое поместье Ранела и жил в бедности, когда умер в Англии в 1647 году: поскольку его брат Генри умер раньше него, баронский титул прервался. У 1-го барона также было три дочери: Анна, Фрэнсис, которая умерла молодой, и Элизабет. Анна вышла замуж за капитана Шора из графства Фермана, Элизабет вышла замуж за Бэзила Брука из Брукборо. Леди Энн Доквра пережила своего мужа и обоих своих сыновей, и дожила до 1648 года. Как и её старший сын Теодор, она находилась в состоянии бедности в последние годы жизни, несмотря на получение в наследство от Ричарда Бойла, 1-го графа Корка, который был близким другом и соратником покойного мужа в его последние годы.

## Характер
Как солдат Генри Доквра был храбр, искусен и безжалостен; ирландцы, по сообщениям, восхищались им как «прославленным рыцарем мудрости и благоразумия, столпом битвы и конфликта». Он проявил немалое мастерство в переговорах с ирландскими кланами и был известен тем, что разжигал между ними ссоры, чтобы укрепить позиции короны. Историки отмечают, что обвинения, выдвинутые против Генри Доквры его политическими врагами в чрезмерной «снисходительности» к ирландцам, удивили бы самих ирландцев, тысячи из которых, как говорят, умерли прямо или косвенно в результате его действий. Как военный казначей, он имел своих критиков, но также пользовался завидной репутацией усердного, добросовестного и честного человека, хотя и довольно медлительного в ведении дел.
В частной жизни он пользовался репутацией честного, открытого человека, а также человека независимых суждений. В религиозных вопросах он, по меркам того времени, был достаточно терпим. Хотя нет никаких сомнений в том, что английские войска, находившиеся под его командованием, убили несколько священников, его биограф утверждает, что Доквра не приказывал и не одобрял этих убийств.